# 金子敏明
金子 敏明 （かねこ としあき、1988年7月11日 - ）は、日本の医師、元厚生労働省医系技官、起業家。
「医療現場と政策をつなぐ会」主宰。プロジェクトＫ（新しい霞ヶ関を創る若手の会）運営メンバー、RYOMA BASE 元運営代表者、特定非営利活動法人にんにん元理事。
曾祖父は、茨城県新治郡志筑村長を歴任した金子政夫、祖父は、千代田村長・千代田町長を歴任した金子政美。実家の金子家は、江戸時代、志筑地域の領主本堂家の侍医を務めた金子寿仙の生家。

## 来歴

### 生い立ち
茨城県かすみがうら市（旧千代田町）高倉出身。千代田町立第二保育園、千代田町立志筑小学校、千代田町立千代田中学校、茨城県立土浦第一高等学校（硬式野球部）、杏林大学医学部医学科卒業。在学中、山本雄士（株式会社ミナケア・代表取締役社長）に師事。

### 医師、行政官、起業家として
2015年3月杏林大学医学部医学科を卒業、医師国家試験に合格し医師免許を取得する。卒業後は、地元の地域医療の発展のため、茨城県内の医療機関にて働くことを一時検討していた。しかし、今後さらに少子高齢化が進む中で、故郷の地域及び自治体がどうあるべきか考えるためには、直接地元に帰るよりも、少子高齢化の最先端の地で医療現場を経験する必要があるのではないかとの考えから、高知県にて臨床研修を開始。
臨床研修中は医療者を中心とした医療・介護を考えるコミュニティスペースである「RYOMA BASE」の運営代表者などを務めた。
加えて、高知県での経験を発信するための執筆活動として、日経BP社Cadettoオンライン　にて「大医への道」と題したコラムを1年間連載した。
臨床研修中、医療現場の声を聴く中で、現場の声が政策に反映されていない現状に直面し、「医療現場と政策の架け橋になる」という想いから、医療行政の世界に入る。
2017年4月から高知県健康政策部医療政策課にて、第7次医療計画（脳卒中、心筋梗塞等の心血管疾患、糖尿病）及び糖尿病性腎症重症化予防プログラムの策定や病床機能報告制度を担当する。この間、「医療現場と政策の架け橋」を具現化するため、高知医療センター総合診療科での診療も併せて行った。
2018年4月から厚生労働省医薬・生活衛生局で医系技官として勤務。
2018年9月6日北海道札幌市内に出張中、北海道胆振東部地震にて被災する。そのまま現地に残り、札幌市保健所のリエゾンとして災害対応を行う。
2019年8月から厚生労働省医薬・生活衛生局食品基準審査課新開発食品保健対策室 主査として、新型コロナウイルス感染症における中国武漢市からのチャーター便帰国者の停留施設における医療統括を担当。空港検疫における国際的な人の往来再開に向けたPCR検査等の体制構築にも関わるなど、国際的な観点からコロナウイルス感染症について経験。
厚生労働省在職時は、朝比奈一郎（青山社中株式会社筆頭代表・CEO）が経済産業省官僚時代に創業したプロジェクトK（新しい霞ヶ関を創る若手の会）の運営に参画し、官僚の働き方改革等の提言やシンポジウムの企画等を行う。
2021年12月14日、2022年7月に予定されているかすみがうら市長選挙に立候補を表明。
7月10日に選挙が執行されたが、立候補者4人中2位で落選した。

### 石岡第一病院での勤務
厚労省勤務の傍ら、地元の石岡第一病院にて非常勤内科医師として勤務を続けてきたが、医師不足や新型コロナウイルス感染症の状況に触れ、地元の医療に直接貢献すべく、石岡第一病院にて常勤の内科医として勤務。
また、石岡市や土浦市、かすみがうら市の医療介護現場と生活者・患者、行政をつなぐ「医療現場と政策をつなぐ会」を主宰し、市民の医療介護に係る不安緩和や課題解決に向けた活動を行う。
かすみがうら市の新型コロナウイルスワクチン接種業務に従事している。